# 安德伍德打字机公司
安德伍德打字机公司(英語：Underwood Typewriter Company)是一家总部位于纽约州纽约市的打字机厂商。这家公司生产了被认为是第一款广泛使用的现代化打字机，并获得了巨大成功。 截止至1939年, Underwood已经生产了五百万台机器.